# حسن العطاس
حسن العطاس لاعب كرة قدم يمني من مواليد السعودية يلعب في الظهير الأيسر.

## مسيرة اللاعب
لعب سابقاً في نادي العين في الفئات السنية و نادي جدة ونادي الباطن .